# ویله والگرن
کارل ویلهلم «ویلّه» والگِرِن (زاده ۱۵ دسامبر ۱۸۵۵ – درگذشته ۱۳ اکتبر ۱۹۴۰) مجسمه‌ساز فنلاندی بود. مشهورترین اثر او مجسمه هاویس آماندا در هلسینکی است.

## زندگی‌نامه

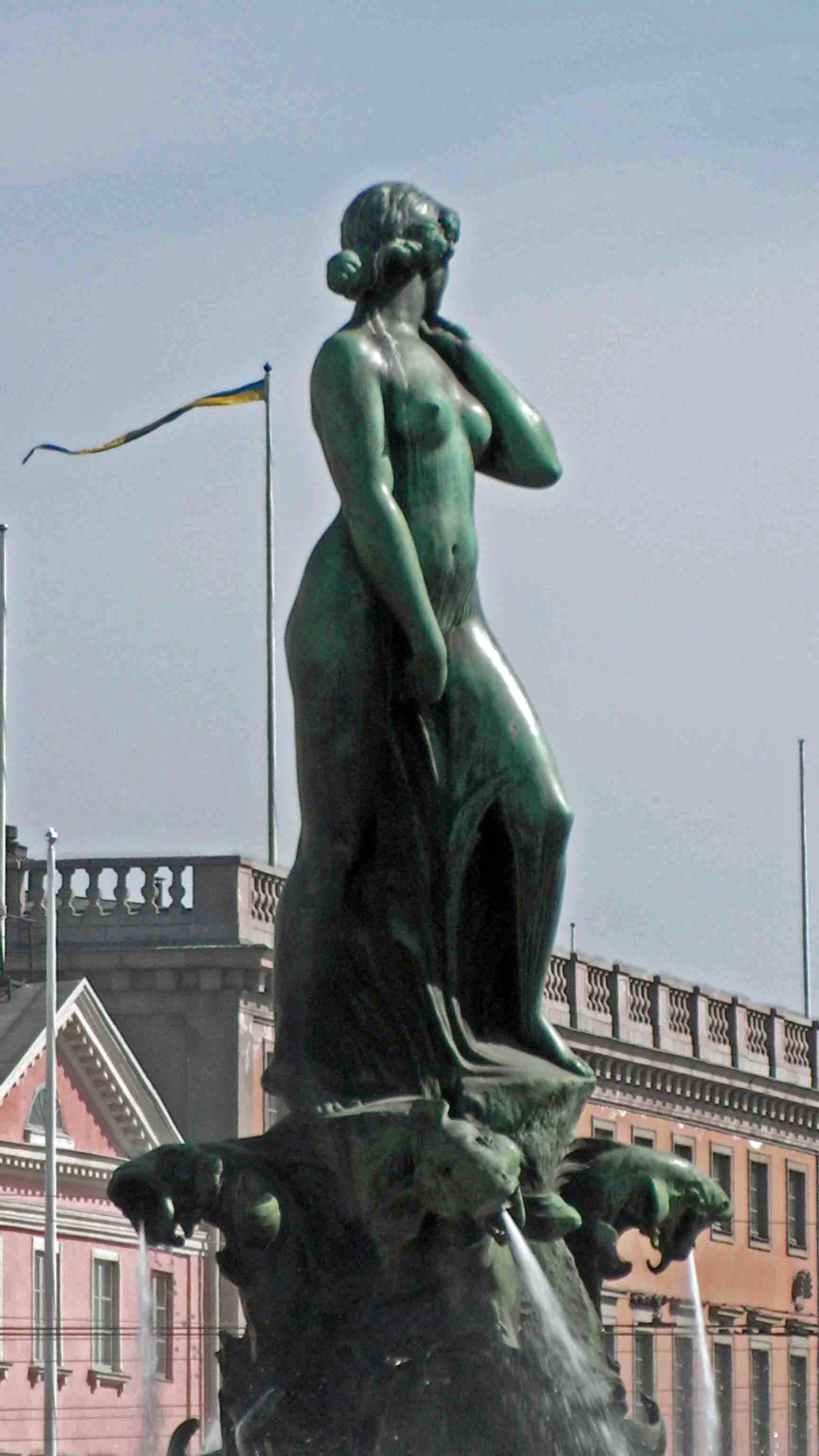
هاویس آماندا، ۱۹۰۶

او در پوروو متولد شد. در سال ۱۸۷۸ پس از تحصیل در رشته معماری در پلی تکنیک هلسینکی به فرانسه رفت و در پاریس در مدرسه عالی ملی هنرهای زیبا زیر نظر پیر ژول کاولیه تحصیل کرد.
او در ۱۳ اکتبر ۱۹۴۰ در هلسینکی درگذشت و در پوروو به خاک سپرده شد.

## نگارخانه
- عکس پرتره گرفته شده در سال ۱۸۹۱
- کار بر روی مجسمه اکو با همسر مجسمه سازش آنتوانت،آلبرت ادلفلت، ۱۸۸۶
- ویله والگرن و همسرش آنتوانت در سال ۱۹۰۳
- با همسر سوم خود، ویوی مجسمه‌ساز در سال ۱۹۳۰
- قبر او، با فرشته‌ای گریان که توسط ویوی مجسمه‌سازی شده‌است[۶]

## آثار
آینه‌ها، مجسمه‌ها، پایه‌های چراغ، شمعدان‌ها و شمعدان‌های او شهرت او را به عنوان یک هنرمند تزئینی تثبیت کردند. از مجسمه‌های او، تعدادی در شهر نیویورک در مجموعه واندربیلت قرار دارند، که مهمترین آن‌ها مرگ و رستاخیز و دختر برتون نام دارند. آثار او در فنلاند عبارتند از ماریاتا، در قلعه امپراتوری، و مسیح در موزه ملی هلسینکی.
- اکو، ۱۸۸۷
- نمای اصلی موزه هنر آتنیوم که توسط چندین هنرمند کار شده‌است، با مجسمه‌های مدالیون توسط والگرن، ۱۸۸۷
- نمای نزدیک از مدال پیتر پل روبنس
- مجسمه تورکل کنوتسون در ویپوری (ویبورگ)، ۱۸۸۷